# Tcholagli (Chéki)
Tcholagli est un village de la région de Şəki en Azerbaïdjan.

## Géographie
Le village de Tcholagli de la région de Şəki est situé dans la circonscription administrative du village de Djafarabad.

## Économie
La principale occupation de la population du village est l'agriculture et l'élevage.

## Population
Selon les statistiques de 2009, la population du village est de 144 personnes.